# Paris d'amis
 (juillet 2010).
Si vous disposez d'ouvrages ou d'articles de référence ou si vous connaissez des sites web de qualité traitant du thème abordé ici, merci de compléter l'article en donnant les références utiles à sa vérifiabilité et en les liant à la section « Notes et références ».
Paris d'amis est une websérie sentimentale française en treize épisodes de 20 minutes diffusée entre le 6 septembre 2009 et le 14 mars 2010 sur plusieurs plates-formes web.

## Synopsis
La série met en scène une bande d'amis, jeunes parisiens, qui affrontent ensemble leurs expériences, leurs réussites et leurs difficultés dans le début de l'âge adulte.

## Distribution et personnages

### Principaux
- Jérôme (Mathias Melloul) : Personnage principal de la série, il est vu comme le chef de sa bande d’amis car il tient absolument à les voir le plus souvent possible. Peu sûr de lui, il a besoin de ses amis pour avoir confiance. Après l'obtention du baccalauréat, il rêve de devenir écrivain. Il décide de profiter pleinement de sa première année d'université en s’amusant sans savoir où il va. Il vit en colocation avec son meilleur ami Sam en plein cœur de Paris. Il sera dans la série la voix off et le lien avec le spectateur.

- Sam (Ben Vidic) : Il est le meilleur ami de Jérôme, ils étaient au lycée ensemble. Bien qu’ils soient inséparables, leurs comportements sont opposés. Très cancre en cours, Sam n’a pas obtenu le baccalauréat et ne sait pas ce qu’il veut faire de sa vie. Autant Jérôme souhaite trouver à son jeune âge le grand amour, autant Sam préfère enchainer les conquêtes. Il multiplie les petits boulots et la situation ne semble pas le préoccuper. Malgré son insouciance, il est de nature très sensible et a été affecté par de nombreux problèmes dans sa famille qui le hantent souvent.

- Thomas (Simon Frenay) : Le plus mature et le plus mystérieux du groupe. Thomas s’est créer une place dans le groupe grâce à Linda (au lycée avec Jérôme, Sam et Jenny) avec qui il sort depuis peu de temps. Il se veut moralisateur et pense souvent détenir la vérité en donnant des conseils au reste du groupe. Il vit dans une bulle d’où il est difficile de le faire sortir.

- Linda (Margaux Devy) : Véritable boule d’énergie au sein du groupe, Linda fait une fac de langues. Fan de voyages, elle pense avoir trouvé le parfait équilibre avec Thomas, son petit ami. Elle se confie aussi également à Jenny qu’elle admire pour son caractère déterminé. Son amitié avec Jérôme (qu’elle connait depuis l’enfance) compte beaucoup et elle ne veut pas que quelqu’un lui fasse du mal. Elle se pose beaucoup de questions et doute d’elle, ce qui ne l’empêche pas de profiter pleinement de sa nouvelle vie, bien qu’elle habite encore chez ses parents.

- Jenny (Maïmouna Doucouré) : Jenny a grandi très vite. Pour elle, âge adulte rime avec liberté. Ses parents l’empêchaient de sortir jusqu'à sa majorité. Depuis, Jenny croque la vie à pleines dents. Attitude libérée, Jenny aimerait devenir comédienne, elle mène une vie plutôt déjantée quand elle n’est pas avec le groupe. Elle enchaine les histoires sans lendemain, les petits jobs et ne croit pas en l’amour. Elle croit en revanche à l’amitié, surtout avec Linda, pour qui elle incarne un modèle de femme.

- Ingrid (Capucine Deslorieux) : C’est le seul personnage de la série qui ne connait pas, au début de l’aventure, les autres de la bande. En contact avec Jérôme par Internet, mais méfiante de ce type de relation, elle ne donne pas son vrai prénom au départ et apparaît plutôt fausse. Assez solitaire de nature, cette étudiante méfiante est une amoureuse de la vie, mais elle reste peu sûr d’elle. Elle préfère se donner un rôle et cultive un certain mystère sur sa véritable personnalité.

### Invités
La série a la particularité d'avoir dans chaque épisode des apparitions de personnalités médiatiques (Musique, Télé Réalité, Cinéma, ...)
1. Brick and Lace dans le premier épisode.
2. Hayder (Saison 2 de Secret Story) dans le deuxième épisode.
3. Alexandra Obolensky (Saison 2 de Secret Story) dans le troisième épisode.
4. Jeremih dans le 4e épisode
5. Francois-Xavier dans le 5e épisode
6. Ray Rebboul dans le 6e épisode
7. Karine Lima dans le 7e épisode
8. Pzk dans l'épisode 8
9. Larry Paul dans l'épisode 9
10. Jeremstar dans l'épisode 10
11. Cindy Lopes (Secret story) dans l'épisode 11
12. Papy Dance dans l'épisode 12

## Fiche technique
- Maquilleur : Frédéric Barousse
- Photos : Dmj Art/Flavie Trichet Lespagnol

## Épisodes
1. @mours et trahisons 6 septembre 2009
2. Mise au point 20 septembre 2009
3. La crémaillère 4 octobre 2009
4. Relations Troubles 18 octobre 2009
5. Tensions 1er novembre 2009
6. Une partie de Poker 15 novembre 2009
7. Révélations 29 novembre 2009
8. Sentiments perdus 3 janvier 2010
9. Évasions 17 janvier 2010
10. Quiproquos 31 janvier 2010
11. Retrouvailles 14 février 2010
12. Règlements de comptes 28 février 2010
13. La croisée des chemins 14 mars 2010

Docu: Paris d'amis Hors saison en 2 parties, 13 décembre 2009
Entre chaque diffusion, les internautes pourront découvrir les coulisses de la série (Interview, Making-off, Bêtisiers et autres Bonus) et commenter les épisodes sur les différents supports consacrés à la série (Messenger Officiel, Forum, Facebook, etc.)

## Sources
- Article dans 20 Minutes
- Article dans Metro
- Article dans Premiere
- Article sur Ados.fr
- Article sur Loisirados
- Paris d'amis sur Tribords
- Article sur le post
- La page sur Serietele.com